# Reithrodontomys darienensis
Reithrodontomys darienensis là một loài động vật có vú trong họ Cricetidae, bộ Gặm nhấm. Loài này được Pearson mô tả năm 1939.